# JoJo
Joanna Noëlle Levesque (Brattleboro, Vermont, 1990. december 20. –), művésznevén JoJo amerikai pop és R&B énekesnő, zeneszerző, színésznő. Miután megnyerte az America's Most Talented Kids (Amerika Legtehetségesebb Gyerekei) televíziós show-műsort, egy producer, Vincent Herbert meghívta a lányt a Blackground Records meghallgatására.

## Korai évek
JoJo Brattleboro-ban, Vermontban született. Keene-ben, New Hampshire-ben és Foxborough-ban, Massachusettsben is nevelkedett. Ír, lengyel, francia, afroamerikai és indián ősei vannak. Egy egyszobás lakásban nőtt fel Foxboroughban, csekély jövedelmű családban. Az apja az éneklést hobbiként űzte, az anyja pedig egy katolikus templom kórusában illetve egy musical-színházban énekelt. A szülei 3 éves korában váltak el.
Kiskorában JoJo figyelte, ahogy anyukája az egyházi énekeket gyakorolta. 2 évesen (1992) kezdett el énekelni, mindent megtanult, az összes gyerekdalt, R&B-t, jazz-t, dallamos műfajokat hallgatott.
Az A&E's show Child Stars III: Teen Rockers-en (Gyerek sztárok III: Tini rockerek) JoJo anyja azt állította, hogy lánya IQ-ja a géniuszi határvonalat súrolja. Gyerekként JoJo élvezte a Native American festivals (Őslakos amerikai fesztiválok)-on való fellépéseit és a helyi profi színházban való szerepléseit.
JoJo 7 évesen (1997) feltűnt egy televíziós komédiás show-ban, a Kids Say the Darnedest Things: On the Road in Boston (A Gyerekek megmondják az őszintét: Úton Boston felé) Bill Cosby-val, és énekelt egy dalt az énekes Cher-nek.

## Zenei karrierje
Akkor kezdett igazán a hírességek közé emelkedni, mikor kiadta 1. albumát, mely debütálásakor a 4. volt a Billboard Hot 200-on. Amerikában 95.000, világviszonylatban pedig több, mint 3 millió volt az CD eladott példányszáma. Az album nyitódala, a Leave (Get Out) (Szabad fordításban: Hagyj el! (Menj el!)) 2004 februárjában lett bemutatva. Ez 12. lett a Billboard Hot 100-as listáján és elnyerte a RIAA arany fokozatú minősítését. A dal 5 hét alatt az 1. lett a Billboard Top 40-es listáján, így Ő lett a legfiatalabb szólóénekes az Amerikai Egyesült Államokban, akinek a dala az első helyen végzett.
JoJonak nem csak a zenében voltak sikerei. Először a The Bernie Mac Show-ban tűnt fel a televízió képernyőn. 2006-ban szerepelt 2 hollywoodi filmben, az Aquamarine-ban és az RV-ben.
2. albuma, a The High Road (A Széles Országút) 2006. október 17-én lett bemutatva, és a U.S. Billboard 200-as listán a 3. helyen végzett. Az 1. héten Amerikában 108.000, világviszonylatban több, mint 2 millió példányt adtak el belőle. Az album 1. dala, a "Too Little Too Late" 2006 augusztusában lett bemutatva és 3. helyen végzett a Billboard Hot 100-as listán és elnyerte a RIAA platina fokozatú minősítését.
2 évvel később, 2008-ban szerepelt a 2008 the Ultimate Promban és elkészült új filmje, a True Confessions of a Hollywood Starlet (Egy Ifjú Hollywoodi Sztár Őszinte Vallomása), mellyel jelölték a Poptastic Awards-ra.
3. stúdióalbuma, az All I Want Is Everything (Mindent akarok) 2009 végén jelent meg az Interscope Records kiadásában. Ennek címét 2011-ben Jumping Trainsre változtatta.

## Filmjei
- True Confessions of a Hollywood Starlet (2008)
- Aquamarine (2006)
- Rumlis vakáció (2006)

## További információ
- Hivatalos oldal
- JoJo a Facebookon
- JoJo a PORT.hu-n (magyarul)
- JoJo az Internetes Szinkronadatbázisban (magyarul)
- JoJo az Internet Movie Database-ben (angolul)
- JoJo a Rotten Tomatoeson (angolul)

## Fordítás
- Ez a szócikk részben vagy egészben  a   JoJo (singer) című angol Wikipédia-szócikk fordításán alapul.  Az eredeti cikk szerkesztőit annak laptörténete sorolja fel. Ez a jelzés csupán a megfogalmazás eredetét és a szerzői jogokat jelzi, nem szolgál a cikkben szereplő információk forrásmegjelöléseként.